# Lewon Aġasyan
Lewon Aġasyan, spesso anglicizzato in Levon Aghasyan (in armeno: Լեւոն Աղասյան; Kapan, 19 gennaio 1995), è un triplista armeno.
Ha rappresentato il paese caucasico ai Giochi olimpici di Rio de Janeiro 2016. 

## Palmarès
| Anno | Manifestazione           | Sede           | Evento         | Risultato | Prestazione | Note                                     |
| ---- | ------------------------ | -------------- | -------------- | --------- | ----------- | ---------------------------------------- |
| 2011 | Mondiali allievi         | Lilla          | Salto triplo   | 6º        | 15,24 m     |                                          |
| 2012 | Mondiali juniores        | Barcellona     | Salto triplo   | nm (q)    | nm (q)      |                                          |
| 2013 | Balcanici indoor         | Istanbul       | Salto in lungo | 7º        | 6,65 m      |                                          |
| 2013 | Balcanici indoor         | Istanbul       | Salto triplo   | 4º        | 15,49 m     |                                          |
| 2013 | Europei juniores         | Rieti          | Salto triplo   | Oro       | 16,01 m     |                                          |
| 2014 | Balcanici indoor         | Istanbul       | Salto triplo   | Oro       | 16,16 m     |                                          |
| 2014 | Mondiali juniores        | Eugene         | Salto triplo   | 5º        | 16,28 m     |                                          |
| 2015 | Balcanici indoor         | Istanbul       | Salto in lungo | 7º        | 7,21 m      |                                          |
| 2015 | Balcanici indoor         | Istanbul       | Salto triplo   | 4º        | 16,19 m     |                                          |
| 2015 | Europei indoor           | Praga          | Salto triplo   | 16º (q)   | 15,94 m     |                                          |
| 2015 | Europei under 23         | Tallinn        | Salto triplo   | 8º        | 15,88 m     |                                          |
| 2016 | Balcanici indoor         | Istanbul       | Salto in lungo | 11º       | 6,97 m      |                                          |
| 2016 | Balcanici indoor         | Istanbul       | Salto triplo   | 6º        | 15,58 m     |                                          |
| 2016 | Balcanici                | Pitești        | Salto triplo   | Oro       | 16,49 m     |                                          |
| 2016 | Europei                  | Amsterdam      | Salto triplo   | 20º (q)   | 16,21 m     |                                          |
| 2016 | Giochi olimpici          | Rio de Janeiro | Salto triplo   | 36º (q)   | 15,54 m     |                                          |
| 2017 | Balcanici indoor         | Belgrado       | Salto triplo   | Oro       | 16,39 m     |                                          |
| 2017 | Europei indoor           | Belgrado       | Salto triplo   | nm (q)    | nm (q)      |                                          |
| 2017 | Europei under 23         | Bydgoszcz      | Salto triplo   | 13º (q)   | 15,62 m     |                                          |
| 2017 | Giochi della Francofonia | Abidjan        | Salto triplo   | 8º        | 15,52 m     |                                          |
| 2018 | Balcanici indoor         | Istanbul       | Salto triplo   | Oro       | 16,35 m     |                                          |
| 2018 | Balcanici                | Stara Zagora   | Salto triplo   | 4º        | 16,09 m     |                                          |
| 2018 | Europei                  | Berlino        | Salto triplo   | 14º (q)   | 16,34 m     |                                          |
| 2019 | Balcanici indoor         | Istanbul       | Salto triplo   | Oro       | 16,71 m     |                                          |
| 2019 | Balcanici                | Pravec         | Salto triplo   | dns       | dns         |                                          |
| 2019 | Europei indoor           | Glasgow        | Salto triplo   | 10º (q)   | 16,38 m     |                                          |
| 2019 | Universiadi              | Napoli         | Salto triplo   | 10º       | 15,73 m     |                                          |
| 2019 | Mondiali                 | Doha           | Salto triplo   | 29º (q)   | 16,24 m     |                                          |
| 2021 | Europei indoor           | Toruń          | Salto triplo   | 5º        | 16,55 m     | Miglior prestazione personale stagionale |
| 2021 | Giochi olimpici          | Tokyo          | Salto triplo   | 21º (q)   | 16,42 m     |                                          |
| 2022 | Mondiali indoor          | Belgrado       | Salto triplo   | dns       | dns         |                                          |
| 2022 | Europei                  | Monaco         | Salto triplo   | 14º (q)   | 16,03 m     |                                          |
| 2023 | Europei indoor           | Istanbul       | Salto triplo   | 15ª (q)   | 15,89 m     | Miglior prestazione personale stagionale |
| 2024 | Europei                  | Roma           | Salto triplo   | 24º (q)   | 15,80 m     |                                          |

## Altre competizioni internazionali
2011
- 4º al Festival olimpico estivo della gioventù europea ( Trebisonda), salto triplo - 15,49 m

2013
- Argento agli Europei a squadre ( Banská Bystrica), salto triplo - 15,67 m

2014
- Argento agli Europei a squadre ( Tbilisi), salto triplo - 16,13 m

2019
- Oro agli Europei a squadre ( Skopje), salto triplo - 16,46 m